# أرماندو تشين جونغ
أرماندو تشين جونغ هو مغني أوبرا ومغني ماليزي، ولد في 6 يوليو 1958 في Bahau ‏ في ماليزيا، وتوفي في 2 فبراير 2011 في كوالالمبور في ماليزيا بسبب نوبة قلبية.